# 열반경
《대반열반경》(大般涅槃經, (산스크리트어: महापरिनिर्वाणसूत्र Mahaaparinibbaana Sutta, 팔리어: महापरिनिब्बानसुत्तन्त Mahāparinibbāna Sutta)은 불교의 경전으로, 석가모니 부처의 열반 전후의 이야기를 기록한 상좌부 불교의 열반경과 대승 불교의 열반경 두 가지가 있다.

## 상좌부 불교의 열반경
상좌부 불교의 《대반열반경》으로 남방 상좌부의 장부 제16경 《마하파리니바나 수탄타》, 한역 《장아함경》 제2경 《유행경》(遊行經) 및 그 밖에 독립된 3경이 있다. 상좌부 불교의 《열반경》에는 고타마 붓다의 입멸(入滅) 전후의 사적(事跡)이 기록되어 있으며 이에 의거하여 석가모니가 설파한 법(法)의 뜻을 강조하고 있다.

## 대승불교의 열반경
대승 불교의 《열반경》(마하파리니르바나 수트라)으로 한역 《대반열반경》 14권과 이 밖에 이역본 2종이 있다. 대승 불교의 《열반경》에는 고타마 붓다가 설파한 법의 의의가 대승 불교의 교리와 실천도(實踐道)의 관련 위에서 자세히 기술되어 있다.
<대반열반경>은 팔리어로 쓰인 남방 상좌부 경전 중에서 디가 니카야(長部經典)의 제16번째에 속하는 경이다. 한역경전으로는 장아함경의 제2번째 경전인 <유행경(流行經)> 및 <불반니원경(佛般泥洹經)> 또는 <대반열반경(大般涅槃經)> 등이 여기에 해당된다. 그 외에 티베트본과 최근에 번역된 영역본과 독일어본, 일역본도 있다.
오늘날 전해지고 있는 열반경에는 북본(北本)과 남본(南本)의 두 가지 이외에도 『대반니원경(大般泥洹經)』이 있다.
『대반니원경』은 동진(東晉)의 법현(法顯)이 418년에 남본과 북본 열반경의 앞 9권에 해당하는 부분을 6권 18품(品)으로 나누어 한역한 것이다.
북본 열반경은 421년 북량(北涼)의 담무참(曇無讖)이 한역한 것으로서 40권 13품으로 되어 있다.
북량이 곧 멸망하자 학자들은 강남으로 이주해 연구했고, 북본 열반경의 오류를 발견했다. 이에 동안사(東安寺)의 혜엄(慧嚴)과 도량사(道場寺)의 혜관(慧觀)은 사영운(謝靈運) 등과 함께 북본을 바탕으로 하고 법현(法顯)이 한역한 『대반니원경(大般泥洹經)』과 대교(對校)하여 36권 25품의 대반열반경(大般涅槃經)을 번역했다. 이를 남본 열반경이라고 부르며, 오늘날 열반경은 이 남본을 말한다.
대승 불교의 《대반열반경》은 산스크리트어 원본은 존재하지 않으며 한역과 티베트역으로 전해지는데, 그 사상적 특색은 다음과 같다:
1. 부처의 본체(本體)로서의 법신(法身: 진리 자체)은 상주불변(常住不變)이다.
2. 불교 본래의 무아(無我)의 입장과는 아주 대조적인 "상락아정(常樂我淨)"이 열반의 경지인 것으로 단적으로 표현한다.
3. 일체중생(一切衆生), 즉 생명을 받은 모든 것에는 부처의 본성이 갖추어져 있으며, 극악불신(極惡不信)의 한 천제(闡提)라도 성불할 수 있음을 역설한다.[1]

중국에서는 남북조 시대에 《열반경》을 연구하는 많은 연구가가 배출되어 열반종(涅槃宗)이 성립되었다.

### 문화재
- 대반열반경소 권9~10 - 대한민국 보물 제90호
- 초조본 불설가섭부불반열반경 - 대한민국 보물 제1646호
- 단양 구인사 대반열반경 - 충청북도 시도유형문화재 제326호

## 같이 보기
- 나 (불교)
- 믿음 (불교)
- 불성

## 참고 문헌
- 이 문서에는 다음커뮤니케이션(현 카카오)에서 GFDL 또는 CC-SA 라이선스로 배포한 글로벌 세계대백과사전의 내용을 기초로 작성된 글이 포함되어 있습니다.